# Ergometrina
A ergometrina é a didroxi-isopropilamida do ácido lisérgico. É razoavelmente solúvel em água, sendo os seus sais muito solúveis. É obtida do esporão de centeio (que é um tipo de cereal pertencente à mesma família do trigo e da cevada), tendo sido demonstrado que possui toda a atividade ocitócica desejável do próprio esporão de centeio.